# Marianópolis do Tocantins
Marianópolis do Tocantins é um município brasileiro do estado do Tocantins. Localiza-se a uma latitude 09º47'45" sul e a uma longitude 49º39'15" oeste, estando a uma altitude de 146 metros.

## História
O Município de Marianópolis do Tocantins está localizado na região Mesorregião Ocidental do Tocantins, integrante da 8ª Região Administrativa do Estado, na bacia do Rio Araguaia.
A origem do nome é uma homenagem a Mariano Cavalcante, fundador da cidade. Assim o substantivo próprio Mariano+Polis, sufixo grego que significa cidade, daí Marianópolis.
A cidade tem como padroeiro Santo Antônio, homenageado na data de 13 de junho.

## Histórico de Prefeitos:
| Nome                       | Periódo do Mandato |
| -------------------------- | ------------------ |
| Salomão Barbosa Moreira    | 1989-1992          |
| Alcides Silva de Oliveira  | 1993 - ?           |
| José Bezerra Pinto         | Desconhecido       |
| Antonio Alves Milhomem     | ? - 1996           |
| Claudoir Bento de Oliveira | 1997 - 2000        |
| Salomão Barbosa Moreira    | 2001 - 2004        |
| Claudoir Bento de Oliveira | 2005 - 2008        |
| José Andrade de Padua      | 2009 - 2012        |
| Claudoir Bento de Oliveira | 2013 - 2016        |
| Jose Andrade de Padua      | 2017               |
| Isaias Dias Piagem         | 2017 - 2020        |
| Isaias Dias Piagem         | 2021 - Atual       |

Dados do Site https://www.tse.jus.br/eleicoes/eleicoes-anteriores/eleicoes-anteriores

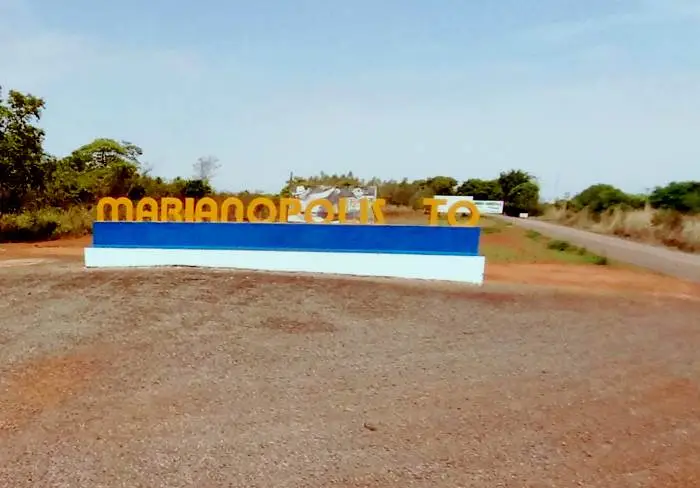
Entrada da Cidade de Marianópolis do Tocantins